# آگوست زیگریست
آگوست زیگریست (انگلیسی: August Siegrist؛ ‏ ۲۰ مهٔ ۱۸۶۵ – ۱۳ دسامبر ۱۹۴۷) چشم‌پزشک اهل سوئیس بود که بابت توصیف رگه‌های زیگریست شناخته می‌شود. وی تحصیلات پزشکی خود را در بازل، زوریخ، لوزان، وین و برن انجام داد و دکترای پزشکی خود را در سال ۱۸۹۲ دریافت کرد. او در برن از شاگردان امیل تئودور کوخر و در وین از شاگردان ارنست فوکس بود و توانست درجهٔ شایستگی علمی خود را در سال ۱۹۰۰ در بازل دریافت نماید. وی در سال ۱۹۰۳ رئیس کلینیک چشم‌پزشکی دانشگاه برن شد و تا سال ۱۹۳۵ این سِمَت را داشت. او روی روش‌های اصلاح قوز قرنیه از جمله استفاده از لنزهای تماسی اولیه کار کرد.